# Allium atropurpureum
Allium atropurpureum — вид трав'янистих рослин родини амарилісові (Amaryllidaceae), поширений у Туреччині й на Балканському півострові.

## Опис
Багаторічна рослина з білуватою до світло-коричневої цибулиною (діаметром ≈ 15–30 мм) з великою кількістю дрібних цибулинок. Стеблина 40–100 см, жорстка. Листки широко лінійні, 15–35 см завдовжки, 1–4 см завширшки. Суцвіття багатоквіткове, 3–7 см в діаметрі. Оцвітина зірчаста, темно-фіолетова; листочки оцвітини лінійні, ≈ 2 мм завширшки і 7–9 мм завдовжки. Коробочка завдовжки ≈ 6–8 мм.

## Поширення
Поширений у Туреччині й на Балканському півострові — Боснія і Герцеговина, Болгарія, Хорватія, Угорщина, Румунія, Сербія; у Чехії та Словаччині це вид-неофіт.
Населяє відкриті ліси й луки, а також напівгрубі місця, такі як дорожні узлісся, оброблювані поля та занедбані пасовища.

## Загрози й охорона
У Сербії загрозами є покращення дорожньої інфраструктури та урбанізація.
У Сербії вид має статус VU.